# Hypena fuscomaculalis
Hypena fuscomaculalis là một loài bướm đêm trong họ Erebidae.